# Португалска Индия
Португалското вицекралство Индия (на португалски: Vice-Reino da Índia Portuguesa), по-късно Португалската държава Индия (на португалски: Estado Português da Índia), е съвкупност от португалските колониални владения в Индия, съставна част от Португалската империя.
Португалското управление на субконтинента започва през 1505 г., т.е. само шест години след откриването на морския път до Индия от Вашку да Гама – с номинирането на първия вицекрал Франсишку де Алмейда, който се заселва в Кочин. До 1752 г. „Държавата Индия“ включва всички португалски владения в Индийския океан, от Южна Африка до Югоизточна Азия, и се управлява или от вицекрал, или от губернатор с главна квартира, установена в Гоа от 1510 г. През 1752 г. Мозамбик получава собствено правителство, а през 1844 г. португалското правителство на Индия спира да управлява териториите на Макао, Солор и Тимор, като се ограничава до Малабар.
По времето на независимостта на Британска Индия през 1947 г., Португалска Индия включва голям брой анклави на индийския западен бряг, включително самата Гоа, както и крайбрежните анклави Даман (порт: Damão) и Диу, както и анклавите Дадра и Нагар Хавели, които лежат навътре от Даман. Териториите на Португалска Индия понякога се назовават съвкупно Гоа. Португалия губи два анклава през 1954 г., а накрая останалите три през декември 1961 г., след като те са възвърнати от Индия чрез военни действия (макар че, Португалия признава де юре индийския контрол през 1975 г., т.е. след Революцията на карамфилите и падането на режима Ещадо Ново).